# Ninian (évêque)
Pour les articles homonymes, voir Ninian.
Ninian (vers 360 - 432) est le premier évêque connu à avoir visité l'Écosse. Il est considéré comme saint par les églises chrétiennes catholiques et orthodoxes.

## Biographie

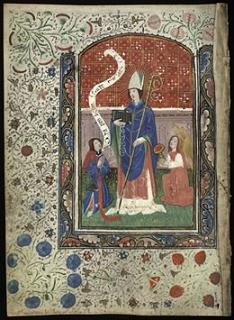
Saint Ninian prêche auprès des Pictes (livre d'heures de la Vierge et de Saint Ninian).

Des communautés chrétiennes avaient existé dans le sud du Galloway dès la fin de l’époque romaine avec selon Bède le Vénérable la fondation de Candida Casa par le Breton saint Ninian :
…les Pictes du Sud qui résident dans ces mêmes montagnes avaient rejeté depuis longtemps, disaient-ils, leurs erreurs de l’idolâtrie et embrassé la vérité grâce à la prédication de Ninias, un vénérable évêque et saint homme né en Bretagne, qui avait été instruit à Rome dans la foi et les mystères de la vérité. Son siège épiscopal - qu’avait rendu célèbre le nom et l’église de l'évêque saint Martin – existe toujours chez les Angles. Cet endroit qui appartient à la province des Berniciens est généralement appelé la Maison Blanche, parce qu’il y construisit une église en pierre ce qui n’est pas l’usage des Bretons.
Cette première implantation peut être datée de l’extrême fin du IVe siècle. La vie de saint Ninian (vers 360-432) qui nous apporte au demeurant peu d’information sur le personnage a été écrite par Ailred élu en 1160 troisième abbé de l’abbaye cistercienne de Rievaulx mort en 1166, et également biographe du roi David Ier d'Écosse le Saint.

## Liens
- Ressource relative à la religion :   - GCatholic.org
- Notices dans des dictionnaires ou encyclopédies généralistes :   - Britannica
  - Deutsche Biographie
  - Dictionary of Irish Biography
  - Internetowa encyklopedia PWN
  - Oxford Dictionary of National Biography
- Notices d'autorité :   - VIAF
  - ISNI
  - BnF (données)
  - IdRef
  - LCCN
  - GND
  - Australie
  - WorldCat